# Somo (Wisconsin)
Somo es un municipio del condado de Lincoln, Wisconsin, Estados Unidos. Tiene una población estimada, a mediados de 2022, de 123 habitantes.
Abarca una zona exclusivamente rural. 

## Geografía
Está ubicado en las coordenadas 45°30′24″N 90°0′11″O / 45.50667, -90.00306. Según la Oficina del Censo de los Estados Unidos, tiene una superficie total de 94.06 km², de la cual 93.71 km² corresponden a tierra firme y 0.35 km² están cubiertos de agua.

## Demografía
Según el censo de 2020, en ese momento había 123 personas residiendo en la zona. La densidad de población era de 1.3 hab./km². El 95.93% de los habitantes eran blancos, el 2.44% eran de otras razas y el 1.63% eran de una mezcla de razas. Del total de la población, el 2.44% eran hispanos o latinos de cualquier raza.